# Robert Goren
Pour les articles homonymes, voir Goren.
L'Inspecteur Robert Goren est un personnage de fiction que l'on voit dans la série New York, section criminelle. Il est joué par Vincent D'Onofrio (doublé en français par Thierry Buisson). ses collègues l'appellent Bobby.
Goren travaille en tant que détective pour le Major Case Squad, dans le département de police de New York (NYPD). C'est un homme que son créateur, René Balcer, a voulu avisé et charismatique. Son intuition et sa nature perspicace lui donnent une certaine aisance pour jauger les suspects et relever les moindres détails d'un crime. En général, grâce à une partie de son histoire personnelle, il trouve des informations dont il se sert pour résoudre ses affaires du moment.

## Biographie
New York Section Criminelle met en lumière les capacités de Goren comme profiler et son aptitude à mener des interrogatoires. Il réussit à tirer des aveux de tueurs en les devinant par sa pénétration d'esprit et en s'imposant à eux physiquement. Mais il sait aussi se montrer sensible, surtout quand il s'agit de sa mère, de sa partenaire Alexandra Eames (Kathryn Erbe), ou encore des femmes victimes des crimes dont il s'occupe. Durant son travail, il ne parle pas beaucoup de sa vie personnelle même si sa mère apparait dans certains épisodes et discussions.
La saison 7 est difficile pour lui car il y apprend que son vrai père est un tueur en série qui est exécuté la nuit de la mort de sa mère. Son grand frère lui apprend qu'il a un neveu en prison. Goren l'infiltre, mais il se fait enfermer dans un cachot dans lequel il est attaché et torturé à une table. Alexandra Eames et Ross lui viendront en aide. Il est suspendu à sa sortie de prison, et il apprend que son neveu s'est évadé (ce personnage ne réapparaît pas dans les saisons suivantes). Durant sa suspension, il manque de peu de se battre avec un policier qu'il a fait suspendre quelques épisodes auparavant. Il finit par infiltrer un réseau de trafic de drogue, sur conseil de Ross pour récupérer son poste, mais n'ayant pas prévenu Eames (qui a failli le tuer durant une intervention), elle le lui reproche jusqu'à la fin de la saison et finit par lui pardonner.
À la fin de la saison, son frère est assassiné par sa pire ennemie, Nicole Wallace, une blonde australienne, qui se révèle une "serial killer" en cavale, belle, retorse et sociopathe, une femme perturbée mais brillante et douée d'un talent de caméléon avec laquelle il développe une étrange relation en miroir, perverse et malsaine. Elle est assassinée elle aussi, comme dans "Seven", par le mentor de Goren, un "profiler" (à l'esprit très perturbé également, mais respecté pour son flair) dont la fille est aussi une "serial killer" (pour attirer l'attention de son père !) et qui avoue à Goren à la fin avoir voulu le "libérer de l'emprise de cette femme" : Nicole Wallace. Durant la saison 9, Ross se fait assassiner en service et c'est Eames qui le remplace, mais ses supérieurs lui ordonnent de licencier Goren. Elle s'exécute, mais démissionne après car elle ne supporte pas cette décision et reste loyale à Goren.

### Jeunesse
À l'instar de sa série parente New York, police judiciaire, et contrairement au dérivé New York, unité spéciale, New York Section Criminelle se préoccupe rarement des histoires de cœur des personnages principaux. Jusqu'à la sixième saison, la série ne se préoccupe, en fait, jamais d'autre chose que de leur vie professionnelle. En revanche, la vie de Goren est dévoilée épisode par épisode, toujours pour former un lien personnel avec l'un des personnages, victime, suspect ou témoin. 
Goren est né le 20 août 1961 et a grandi à New York, dans le quartier de Canarsie à Brooklyn. Il a joué au basket-ball en tant qu'ailier fort à l'université, mais a quitté son équipe lorsqu'il a « perdu son amour pour le jeu ». Dans sa jeunesse, il a été enfant de chœur, et se considère maintenant comme un catholique déchu.
Sa jeunesse a été troublée par la très dure relation qu'il entretenait avec ses parents. Son père jouait régulièrement aux courses et trompait sa femme (les auteurs de la série décrivent le père de Goren comme un « chaud lapin »). Quant à sa mère, Frances (Rita Moreno), bibliothécaire de son état, elle a commencé à montrer des symptômes de schizophrénie quand il avait sept ans. Son père l'abandonne quatre ans après, faisant peu de cas de son fils. Il justifiera plus tard ce manque d'attention par le désintérêt de son fils pour le basket-ball.
Lors d'une enquête sur le passé d'un tueur en série, Mark Ford Brady (interprété par Roy Scheider), sur le point d'être exécuté, Goren découvre que cet homme a été l'amant de sa mère. Il était à New York avec elle lors de l'élection de Kennedy, au moment où Robert Goren fut conçu, et pourrait être son vrai père. Brady est exécuté le même soir où la mère de Goren meurt d'une longue maladie. Une saison plus tard dans la série, on apprend que Goren a fait un test ADN, et que ce tueur était bel et bien son père biologique.

### Vie militaire et débuts dans la police
Après ses études, Goren servit dans la Criminal Investigation Division de l'armée américaine. Il fut envoyé en Allemagne, puis, pendant six mois, en Corée du Sud. Bien qu'on ne connaisse pas les dates de ses voyages militaires, on sait que c'est en Allemagne qu'il se trouvait en 1987. Il lit l'allemand couramment. Avant de rejoindre le NYPD, il a obtenu la décoration Purple Heart.
Il a passé quatre ans aux narcotiques où il a dirigé trois opérations en sous-marin, avec à la clé 27 arrestations et 27 condamnations. Il rejoint finalement le Major Case Squad vers la fin des années 1990.